# Microcebus myoxinus
O lêmure-rato-pigmeu (Microcebus myoxinus) é uma espécie de lêmures pertencentes à família Cheirogaleidae. São os menores primatas do planeta e têm hábitos noturnos. Durante o dia ficam em tocas cavadas no chão ou em fendas de rochas, à noite saem para comer; eles se alimentam de plantas e insetos. Em média, eles têm 10 centímetros de comprimento, e, alguns chegam a pesar 30 gramas.